# Al sur del paralelo 42
Al sur del paralelo 42  es una película en blanco y negro de Argentina dirigida por Catrano Catrani sobre el guion de Roberto Socoll y Oscar Magdalena según el argumento de Félix C. Pelayo que fue producida en 1955 y que tuvo como protagonistas a Rolando Chaves, Noemí Laserre, Ana María Cassán y Luis Otero.
En la película aparecen los trenes del Ramal Ferro Industrial de Río Turbio en la estación Río Gallegos.

## Comentario
Esta película de una productora independiente no fue estrenada comercialmente y en el archivo de la Cinemateca Argentina hay una extensa correspondencia en la cual la productora denuncia como causa de ello a un trust de productoras y a la arbitrariedad de la calificación como filme de clase B (no obligatoriedad de exhibición) hecha por el ente oficial.

## Reparto
- Rolando Chaves
- Noemí Laserre
- Ana María Cassán
- Luis Otero
- Milo Quesada
- Nancy Bonafede
- Raúl Roa
- Ernesto Villaverde
- Edmundo O. Mouesca
- Rubén Ferrari
- Omar D'Alessandro
- Lidia E. Herrera
- Francisco Dowan
- Carmen Ravallo
- Edelmiro Majul